# 任横
任横（前1世纪—3年），中国西汉末年起事领袖，阳陵（今陕西省西安市高陵区西南）人。
阳陵是汉景帝的陵墓，汉朝在此处设县。汉平帝元始三年（公元3年），任横等人在阳陵聚众起义，任横自称将军，夺取当地武库兵器，攻打官府，释放囚徒。执政的王莽派大司徒掾率领兵马镇压任横，任横被杀，余众都被处死。